# Penisola della Nuova Scozia
La Penisola della Nuova Scozia si trova sulla costa orientale dell'Oceano Atlantico del Nord America, ricopre una superficie di quasi 45.000 chilometri quadrati e costituisce la maggioranza del territorio amministrato dalla provincia canadese della Nuova Scozia. La penisola è collegata alla terraferma dall'istmo di Chignecto. I lati sud e sudest affacciano sull'oceano aperto, ad ovest è delimitata dal Golfo del Maine, a nordovest dalla Baia di Fundy, a nord dallo stretto di Northumberland ed infine ad est dallo stretto di Canso.

## Nome
Il termine "penisola acadiana" è stato utilizzato per descrivere l'attuale penisola della Nuova Scozia nei documenti storici. Prima del 1713, questo territorio era il cuore della colonia francese di Acadia, che concentrò i suoi sforzi di insediamento lungo le coste meridionali e nord-orientali dell'odierna Baia di Fundy.
Il Trattato di Utrecht del 1713 diede alla Gran Bretagna il controllo dell'Acadia, tuttavia i confini non furono mai adeguatamente definiti. Molti storici ritengono che Acadia comprendesse l'attuale New Brunswick, il Maine orientale, l'isola di Anticosti, la penisola di Gaspé, l'isola del Principe Edoardo e l'isola di Capo Bretone, tutte le terre lungo le coste meridionali e occidentali del Golfo di San Lorenzo (alcuni trattati hanno posto i confini dell'Acadia fino al Massachusetts).
La grande penisola venne chiamata "penisola acadiana" nel momento in cui la Gran Bretagna ne prese il controllo, annettendolo alla colonia della Nuova Scozia.

## Geologia
La penisola può essere divisa in due regioni geologiche distinte a nord e a sud di una linea di faglia (le faglie di Cobequid e Chedabucto) che si estende tra i sottobacini della Baia di Fundy, del bacino del Minas e della Baia di Cobequid a ovest, fino alla Baia di Chedabucto a est.